# For Bitter or Worse
For Bitter or Worse è il settimo album in studio della cantante olandese Anouk, pubblicato il 18 settembre 2009 dalla EMI.

## Tracce
1. Three Days in a Row – 4:14
2. In This World – 4:10
3. Woman – 3:51
4. Lay it Down – 3:02
5. 8 Years – 3:52
6. My Shoes – 4:28
7. Walk to the Bay – 3:02
8. Today – 3:27
9. Hold On – 3:41
10. Lovedrunk – 4:14
11. Faith in My Moon – 5:05
12. For Bitter Or Worse – 4:15

## Classifiche
| Paese            | Posizione più alta |
| ---------------- | ------------------ |
| Belgio (Fiandre) | 2                  |
| Paesi Bassi      | 1                  |